# Consejo Paralímpico de Brunéi Darussalam
El Consejo Paralímpico de Brunéi Darussalam es el comité paralímpico nacional que representa a Brunéi. Esta organización es la responsable de las actividades deportivas paralímpicas en el país. Es miembro del Comité Paralímpico Internacional y del Comité Paralímpico Asiático.